# 喀什河
喀什河, 哈什河（维吾尔语 قاش دەرياسى）是伊犁河的支流之一。
喀什河與特克斯河和巩乃斯河匯合，進入哈萨克斯坦境內，流入巴尔喀什湖。该河全长262千米，集水面积约8656平方千米，年均径流量约为38.7亿立方米。根据托海水文站测定，该河夏季富水期径流量占全年的54.5%，冬季枯水期径流量占全年的8.4%。